# 時事通信社
株式会社時事通信社（じじつうしんしゃ、英: Jiji Press Ltd.）は、1945年（昭和20年）11月に創立された日本の民間通信社である。同盟通信社の法人サービス部門が母体。国内60カ所、海外24カ所の支社や総支局を有する。
報道機関や出版社などに事件や政治といった一般ニュースを配信しているほか、行政機関や金融機関に対しても行政・経済の専門ニュース（実務ニュース）配信を行っている。
以前は略語に JP (JijiPress) を使用していたが、現在は Jiji を使用している。

## 歴史
戦前の国策通信社であった同盟通信社には終戦後GHQから圧力が加えられていた。GHQが日本政府へ「日本政府のニュース統制の排除、各国の外電通信提供の自由及び政府の助成機関たる同盟通信社の特権剥奪」（昭和21年9月24日）の指令を出したのをきっかけとして、同盟通信社は1945年（昭和20年）10月31日解散、共同通信社との2社に分割した。主に経済ニュースを民間企業向けに配信する部門と『世界週報』（同盟時代の『同盟世界週報』）をはじめとする出版業務を引き受けたのが時事通信社で、一般報道部門は共同通信社に移った。共同通信社とは異なり、設立当初から株式会社組織である。
同盟の目ぼしい遺産は共同が引き継ぎ、さらに時事は外地から引き揚げて来る元同盟社員の受け皿とされたために人件費がかさみ、船出が設立当初から順調には進まず、苦難の道を歩まざるを得なかったのである。
1949年（昭和24年）には日本商業通信社（もとは1887年発足の東京急報社）と統合。また、AP通信、ロイター（のちのトムソン・ロイター）、AFPといった海外の大手通信社とも発足初期より提携関係を結び、戦後直後の混乱期において、海外情報の情報源としての役割を果たしていた。
共同通信社とは分割時から再統合を視野に入れていたため、当初はニュース分野で棲み分けていたが1964年（昭和39年）に開催された東京オリンピックをきっかけに時事がマスメディア向けニュースサービスに進出、両社とも互いの分野を侵食し合う競合関係となって再統合構想は消滅した。
同盟解散時、古野伊之助は将来時事と共同が再合同することを期していた。一般ニュース分野と経済通信分野とに分割して棲み分けを図ったのも、両社の無用な衝突を避けるためである。そして「時事は、一般ニュースを必要とする場合は共同から無料で供給してもらえばよい。専用線も共同のものを無償で使用すればよい」としていたが、実際に分社化するとそのようにはいかなかった。一般ニュースの自主取材は「覚書」によって厳しく制限され、また、敗戦後間もない日本経済は著しく疲弊しており、経済通信での収入も芳しくなかった。
このため、1949年（昭和24年）7月14日に社長の長谷川才次が共同通信常務理事の松方三郎（松方正義の末子）と直接交渉し、両者は「覚書」の撤廃に合意した。以後、共同から時事へのニュース供給は途絶し、古野の意図に反して両社の本格的な抗争が始まった。
民間の通信社がマスコミから得られる収入はわずかで、大半の社は金融機関向けの情報サービスを稼ぎ頭としている。この収入構造は時事通信も同じだが、1971年（昭和46年）に大蔵省（現財務省）の指導のもと、日本経済新聞社が子会社「株式会社市況情報センター (QUICK) 」を設立して、金融機関向けに開始した経済情報サービス専用端末「ビデオ-I」で経済情報サービス分野に参入した為、急速に市場を奪われ、新たな脅威の出現により、時事の経営が悪化、さらなる苦境に陥った。大手報道機関の社員待遇が他の業界に比べて恵まれている中で、業界内では「産経残酷、時事地獄」と社員待遇の悪さを揶揄された。さらに日本経済の国際化が進み、イギリスのロイターやアメリカのブルームバーグなど国際通信社が日本市場に本格参入したことで、時事通信社の役割は薄れた。
さらに同年6月、初代社長の長谷川が退陣した。
「独裁的」とも評される長谷川の経営方針や、政財界寄りの態度に不満を覚えた社員らは1968年（昭和43年）、実質的には機能していなかった「時事通信社労働組合」（1950年発足）に代わる組織として「時事通信労働組合」を結成し、待遇改善などを要求する運動を展開。組合には約120人が参加した。1971年（昭和46年）3月26日と4月28日、組合は全日ストに突入し、機動隊が出動する事態となった。
労使の対立は、1971年5月の第51回定期株主総会で頂点を迎える。席上、組合員による質問が突如打ち切られ、提出議案が強行採決されたことに組合側が猛反発し、総会は紛糾した。こうした一連の混乱の責任を取って、長谷川ら経営陣は辞職した。
1990年代には経営再建をかけてロイターと提携した。ロイターによる時事買収の布石と見られたが、2000年頃にはロイター自身の経営も悪化し2006年（平成18年）現在ではこの提携が効果を上げているとは言えない状況である。一方、共同通信社との再統合の話もたびたび浮上するものの、実現には至っていない。
1996年（平成8年）の三菱銀行と東京銀行の合併のスクープを日本経済新聞とほぼ同時に流した。両行の合併はこの年の最大のニュースで、時事、日経の両社とも、その年最大のスクープを表彰する「新聞協会賞」の候補として日本新聞協会に申請した。しかし、時事通信の経営陣は顧客である日経を差し置いて受賞できないと判断し、申請を取り下げた。これに反発した当時の取材チームの1人は退社し、TBSに転職した。さらに別のメンバーである堺祐介も時事には残留したものの、同年に不整脈のため33歳で死去した。堺は当時、日銀クラブの記者として住専問題などの取材で月100時間程度の残業が続いており、東京・中央労働基準監督署は労災と認定した。それに前後して、大量の社員が退社、民放や外資系へ転職するという事態に経営失策と社内からの批判が強まり、2005年（平成17年）当時の社長・榊原潤が任期途中で退任に追い込まれた（対外的には「健康悪化」が理由とされた）。
その後、2005年から2008年は若林清造、2008年から2012年は中田正博、2012年から2016年は西澤豊が社長を務めた。2016年から2020年は大室真生、2020年からは境克彦がそれぞれ社長を務めている。

## 沿革
- 1901年（明治34年）- 日本広告株式会社および電報通信社が創立（現在の電通グループ）。
- 1906年（明治39年）- 電報通信社を改組し株式会社日本電報通信社が創立。
- 1907年（明治40年）- 日本広告株式会社と株式会社日本電報通信社が合併。
- 1914年（大正3年）- 国際通信社、東方通信社が発足。
- 1926年（大正15年）- 国際通信社と東方通信社が合併、日本新聞聯合社が発足（後に新聞聯合社と省略、改称）。
- 1936年（昭和11年）- 新聞聯合社の解散を受け、社団法人同盟通信社が発足する。同盟通信社の広告事業部門を日本電報通信社に、日本電報通信社の通信事業部門を同盟通信社が引き継いだ。

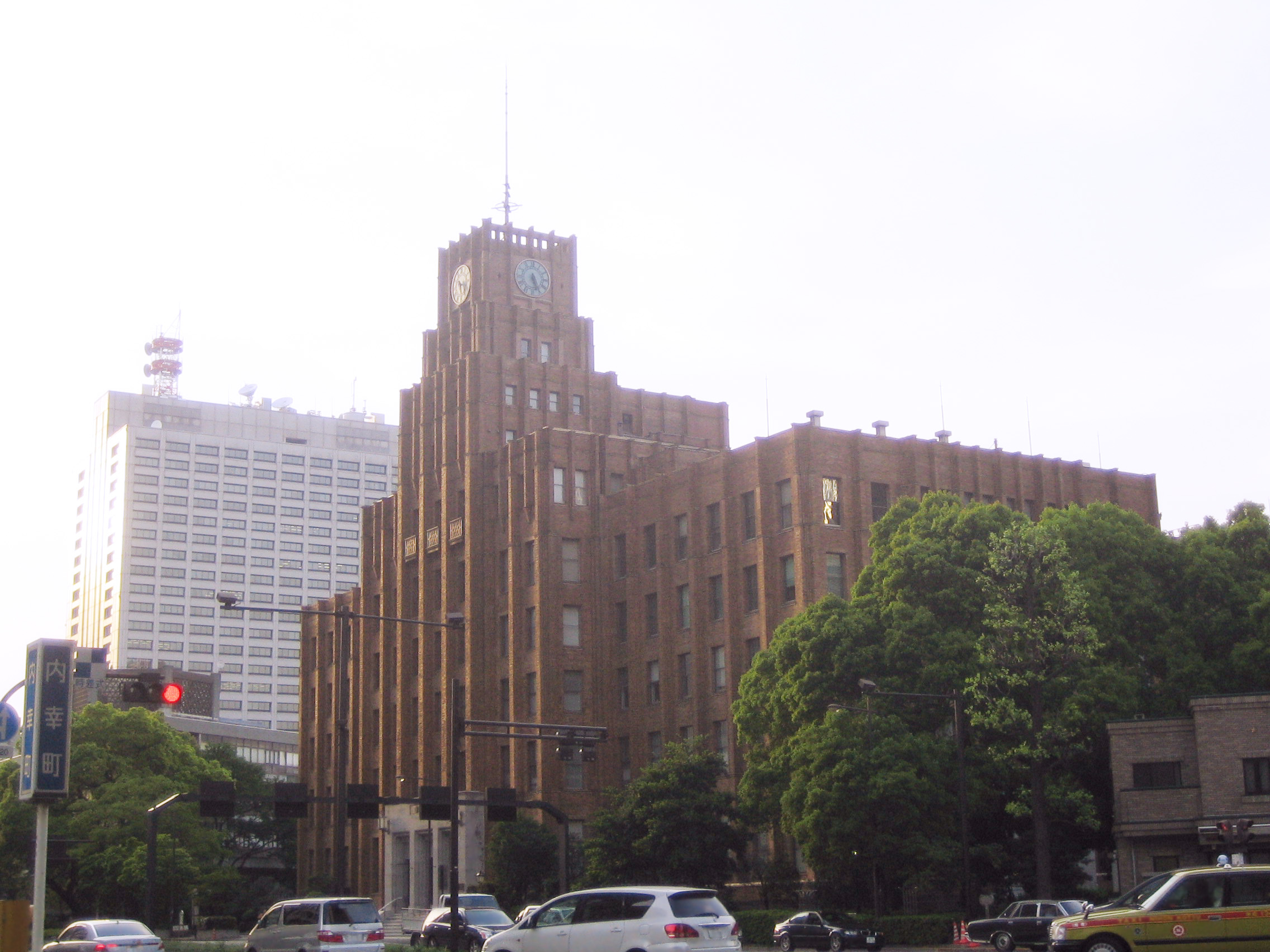
市政会館（東京都千代田区）。時事通信社が本社を置いた。

- 1945年（昭和20年）- 同盟通信社の解散を受け、株式会社時事通信社が発足。
  - 同時に共同通信社も社団法人組織として発足している（加盟新聞社各社及び日本放送協会の出資の形で設立）。旧同盟通信社の商業通信部門（株価情報などの提供）と『世界週報』などの出版業務を時事通信社に、同・報道部門を共同通信社に分割した形が取られたのである。当初は、両社の住み分けが紳士協定によってなされていたが、後に垣根が崩れ競合関係に入った。
- 1946年（昭和21年） 8月 - UP通信（のちのUPI通信社）と経済通信分野における独占契約を締結[17]。
- 1948年（昭和23年）- ロイターと経済通信契約を締結。
- 1949年（昭和24年）
  - 日本商業通信社（旧・東京急報社）と合併。
  - 12月、AFPと一般ニュースの通信契約を締結[18]。
  - 『家庭の医学』を発刊。
  - 関連企業・PANA通信社（Pan Asia Newspaper Alliance、汎アジア新聞同盟）を設立。
- 1952年（昭和27年）
  - 相場報道を開始。
  - 『官庁速報』（行政専門の日刊紙）を発刊。
  - 海外向け英文サービスを開始
  - 1月、ロイター（のちのトムソン・ロイター）と経済通信の独占契約を締結[19]。
- 1953年（昭和28年）
  - 海外在住の邦人などを対象に『時事速報』を発刊。当初はテレックスで配信していた。
  - AFPと経済通信の独占契約をそれぞれ締結した[19]。
- 1955年（昭和30年）
  - FAXによるニュースサービス業に進出。
  - 社団法人内外情勢調査会を設立。
- 1959年（昭和34年）- 新聞・放送向けサービスを開始。
- 1965年（昭和40年）- 東京-ニューヨーク-ロンドン間に専用線を開設。また、パン・アジア・ニュースペーパー・アライアンス（PANA通信社）と提携開始。
- 1980年（昭和55年）- 新華社と報道協定を締結。
- 1982年（昭和57年）- 英文経済ニュース開始。
- 1983年（昭和58年）
  - 「JACS」（新聞社向け新ニュース配信システム、1982年より開始）構築の功績により、1983年度新聞協会賞を受賞。
  - バンコク支局を駐在員事務所から現地法人に格上げ。
- 1984年（昭和59年）- AFP通信による撮影写真の日本での配信権を取得。
- 1985年（昭和60年）-「教育奨励賞」を創設。
- 1986年（昭和61年）-「MAIN」（電子メディアの金融情報サービス）開始。また、PANA通信社の全株式を買い取り、100％子会社とする。
- 1989年（平成元年）- 新編集システムを稼動。
- 1995年（平成7年）- 緊急事態発生時における協力で共同通信社との共同で覚書に調印する。
- 1996年（平成8年）- NTTDoCoMoポケットベルサービス（インフォチャネル）でニュース配信を開始。
- 1997年（平成9年）- ロイター通信と包括的業務提携契約を締結。
- 1999年（平成11年）
  - NTTドコモとの提携事業として携帯電話（iモード）向けのサービスを開始。
  - 神奈川県警の不祥事をスクープし、2000年度の新聞協会賞を受賞する。
  - オンライン画像データベース「J-LoUPE」を開始。
- 2000年（平成12年）- 「iJAMP」（インターネット行政情報サービス）開始。
- 2003年（平成15年）- EPA通信と契約、本社を日比谷の市政会館から東銀座に完成した時事通信ビル（築地精養軒、銀座東急ホテル跡）に移転。
- 2007年（平成19年）- 週刊国際情報誌『世界週報』が3月27日号（通巻4287号）限りで休刊となる。
- 2009年（平成21年）- 香港支局で『時事速報ASIAベトナム版』の発行を開始。
- 2010年（平成22年）- 株式会社エムティーアイが12月20日より開始した携帯ニュースサイト『Newsdas（ニュースダス）』に情報提供を開始。
- 2011年（平成23年）+ 新スポーツ記録処理システムを構築、運用を開始。
- 2013年（平成25年）- PANA通信社を時事通信フォトに社名変更。「J-LoUPE」を「時事通信フォト」にリニューアル。
- 2025年（令和7年）6月4日 - 読売新聞と日本テレビ、佐賀新聞との4社共同でインターネット上にて流れている選挙情報のファクトチェックを共同で実施[20]。

## 組織
時事通信社は、創業以来社員株主制度を取っており、外部資本が入っていない。株主が投票で取締役を選び、取締役が互選で代表取締役を選ぶ。昭和35年以降、株主が代表取締役候補を直接選出する制度になっていた時期もあった。
2022年7月1日現在で社長室、総務局、法務室、経理局、解説委員、編集局、システム開発局、業務局、マーケット局、総合メディア局、スポーツ事業推進室、国内・海外支社総支局を持つ。
意見・主張を提示する論説委員を置かず、テレビ局と同様に解説委員を設置しているという特徴がある。

## 海外支局・総支局
支局一覧。
アメリカ
- ニューヨーク総局:
- ワシントン:
- シリコンバレー:
- ロサンゼルス:
- サンパウロ:

アジア
- 中国総局（北京）:
- バンコク:
- ソウル:
- 上海:
- 香港:
- 台北:
- マニラ:
- クアラルンプール:
- シンガポール:
- ジャカルタ:
- ハノイ:
- ニューデリー:

ヨーロッパ
- イスタンブール:
- モスクワ:
- ベルリン:
- ブリュッセル:
- パリ:
- ロンドン:

中東・アフリカ
- カイロ:

オセアニア
- シドニー:

### 時事速報ASIA
中国と東南アジア（バンコク、クアラルンプール、シンガポール、ジャカルタ）の各支局では、地元日系企業向けにFAXや電子メールで最新ニュースを配信する有料サービス「時事速報ASIA」が運営されている。このため該当する支局は現地法人化され、支局長は現地法人の社長を兼ねている。

## 出版業務
同盟通信社から出版業務を引き継ぎ、経済・産業・行政関係、ビジネス書、行政研究書、教育書を出版している。

### 雑誌
雑誌は『教員養成セミナー』がある。かつては『週刊時事』や『世界週報』、男性誌『エルメディオ』を発行していた。

## 調査業務
1946年（昭和21年）4月、時事通信社は調査局を発足させ外部から調査を請け負う事業を始めた。当初行ったのは大蔵省からの実態調査委託（昭和21年4月）、独自企画の世論調査（昭和21年7月）などだった。1949年（昭和24年）に調査局が世論調査室に改められた。1954年（昭和29年）9月、世論調査室を主体とし国立世論調査所の機能を引き継いだ中央調査社が設立された。時事通信社社内の『全同文』昭和29年9月28日付によれば「中央調査社の実体はあくまで時事通信社の付属機関であり、世論調査、市場調査、実体調査などの受託調査を仕事とするが、表看板は独立した社団法人である」。

## 時事ドットコム

『時事ドットコム』(JIJI.COM)のロゴ

時事通信社が運営するニュースサイトであるとともに、同社の公式サイトでもある。
2015年11月25日に、AKB48が12月8日で初公演から10周年を迎えるのに合わせて『時事ドットコム』内にAKB48グループのニュース専門サイト「AKB48グループ ニュースワイヤー」を開設した。
また、上述のとおりインターネット行政情報サービス「iJAMP」も開設している。ただし、こちらは中央省庁や地方自治体などの会員専用サイトになっている。

## 不祥事
- 2011年11月24日、オリンパスの損失隠し問題に関する配信記事で、オリンパスの元社長マイケル・ウッドフォードがCEOに就任した経緯について、ウッドフォードが不正を黙認する一方でCEO職を要求したように報じ、配信後にウッドフォード側から抗議を受けた[28]。時事通信社は同年12月2日、記事は複数の関係者への取材に基づいたもので、本人には直接取材していなかったとして陳謝する内容の記事を配信した[28]。
- 2012年6月、アメリカ・ワシントン支局の男性記者が作成した「INGに過去最高の罰金＝金融制裁違反で493億円-米」との記事が、共同通信の記事をコピーしてつくられたものだったことが発覚した。この男性記者は「参考にしただけ」と説明したが、休職1カ月の処分を下され、原稿をチェックした外経部次長と整理部次長が社員へ降格された。6月18日の臨時取締役会では、社長として続投予定であった中田正博が事態の責任を取り退任する人事が内定した。中田は、「信頼回復のための第一歩とする必要があると判断し、退任することを表明しました」とのコメントを出した[29]。
- 2015年7月13日、沖縄県議会が埋め立て用の土砂の規制条例を成立させたことについて、菅義偉官房長官への定例会見での質問において「もう、そんな連中は放っておいてもいいと思うが、いかがでしょうか」などと時事通信社の記者が質問した[30]。時事通信は翌日、同記者を編集局経済部から総務局に異動させたと発表した[31]。
- 2018年2月19日午前6時45分頃、「俳人の金子兜太さんが死去した」と速報するとともに記事を配信し、約1時間後に誤報だったとして取り消した[32]（実際にはその翌日である2月20日に死去）。関係者1人からの情報によるものであったが、親族や病院には確認が取れず、そのまま配信してしまったことによる[33]。2月27日、時事通信は記事を執筆した記者を出勤停止14日間、編集局長と文化特信部長を減俸1か月（10分の1）、編集局総務を譴責の懲戒処分とした[34]。
- 2025年7月29日、NHK党信者の業務妨害に屈し、兵庫県政担当記者が担当を外されることとなった。前週の兵庫県知事記者会見にて当該記者が質問した内容を問題視するNHK党教祖立花孝志がSNSにて信者に対し時事通信社に抗議の電話をかけるよう扇動したため、多数のNHK党信者が時事通信社に架電し業務を妨害したことが理由とされている。[35]

## その他
- 共同通信社から国内ニュースの配信を受けていない新聞社にも、時事通信社は国内ニュースを配信している。十勝毎日新聞 や八重山毎日新聞などの地域紙のほか、日本新聞協会に加盟していない聖教新聞（宗教団体機関紙）や世界日報（外資系）、あるいは国政政党の機関紙（公明新聞、しんぶん赤旗）が一般ニュースを掲載する場合は、国内のニュースであれば時事通信、海外発なら時事通信の契約先であるAFP通信からの配信記事に依存することもある。
- 設立の経緯から、同盟通信社の母体の一つである電通の大株主となっており、役員を派遣している。2001年に電通が東京証券取引所に新規上場したときには、保有していた電通株の一部を売り出しその売却益が東京・銀座に新本社を建設するための原資となった。以前は筆頭株主であったが、近年は財務上の理由から株式の売却を進めており、2008年6月に筆頭株主の座を共同通信社に譲った。因みに、2020年12月31日現在の電通の持株会社・電通グループの筆頭株主は日本マスタートラスト信託銀行の信託口で、時事通信社は第3位である[36]。

## 代表取締役
- 長谷川才次:1945年-1971年
- 佐藤達郎:1971年-1978年
- 大畑忠義:1978年-1984年
- 桑田琢磨:1984年-1990年
- 前田耕一:1990年-1996年
- 村上政敏:1996年-2002年
- 榊原潤:2002年-2005年
- 若林清造:2005年-2008年
- 中田正博:2008年-2012年
- 西澤豊:2012年-2016年
- 大室真生:2016年-2020年
- 境克彦[37]:2020年-